# Les Gonds
Les Gonds is een gemeente in het Franse departement Charente-Maritime (regio Nouvelle-Aquitaine). De plaats maakt deel uit van het arrondissement Saintes. Les Gonds telde op 1 januari 2022 1.759 inwoners.

## Geografie
De oppervlakte van Les Gonds bedroeg op 1 januari 2022 12,96 vierkante kilometer; de bevolkingsdichtheid was toen 135,7 inwoners per km².
De onderstaande kaart toont de ligging van Les Gonds met de belangrijkste infrastructuur en aangrenzende gemeenten.

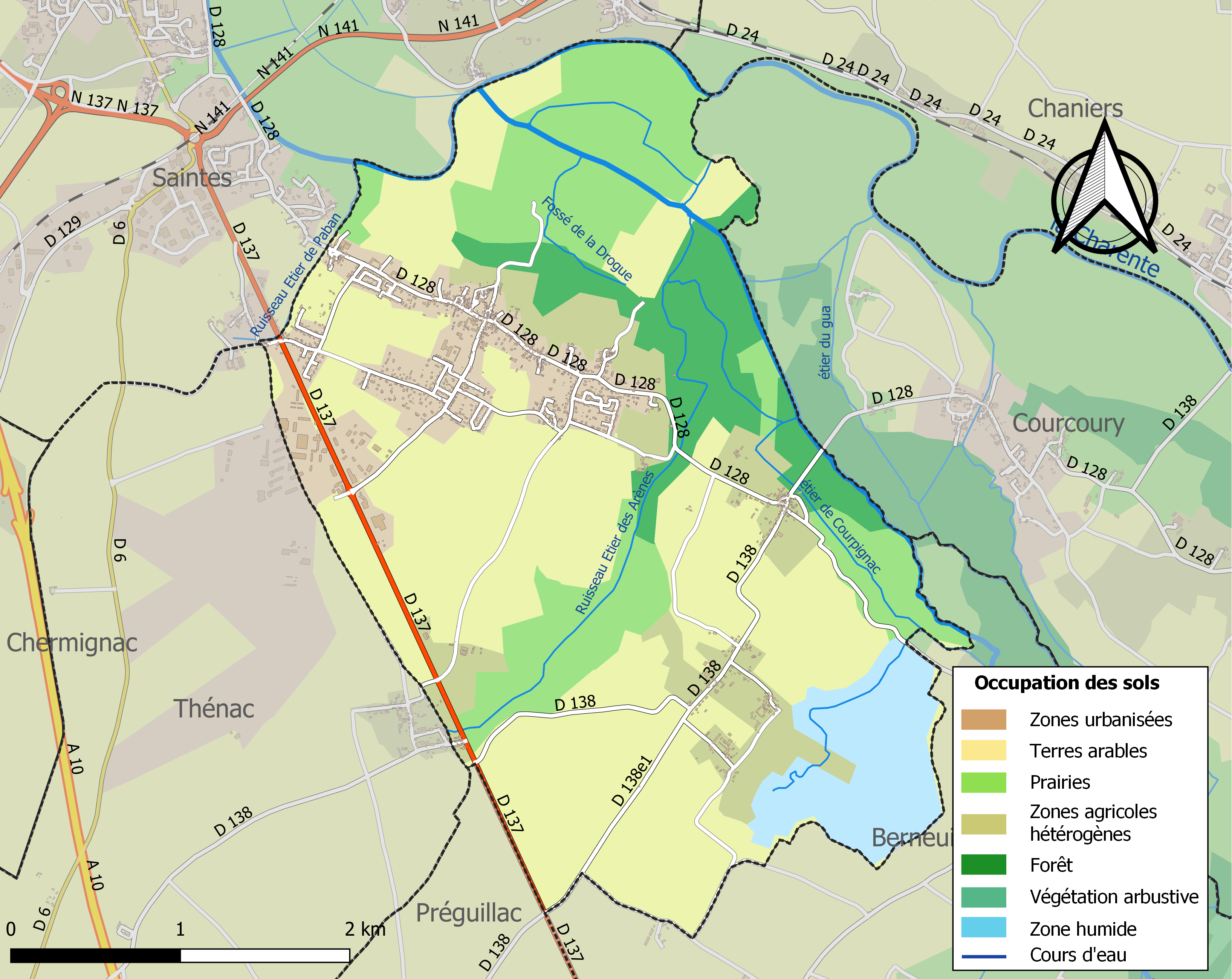

## Demografie
Onderstaande figuur toont het verloop van het inwonertal (bron: INSEE-tellingen).